# United World Colleges
United World Colleges (zkráceně též UWC) je vzdělávací hnutí skládající se z 17 mezinárodních škol, národních komisí složených z více než 3000 dobrovolníků ve více než 155 zemích a krátkých vzdělávacích programů (tzv. short courses). Studenti jsou vybíráni z celého světa na základě zásluh a potenciálu. UWC nabízí různá stipendia, ale někteří ze studentů také za vzdělání platí.
UWC mise: „vzdělání je nejlepším prostředkem ke sjednocování lidí, národů a kultur za cílem dosažení míru a trvale udržitelné budoucnosti světa“.

## UWC školy

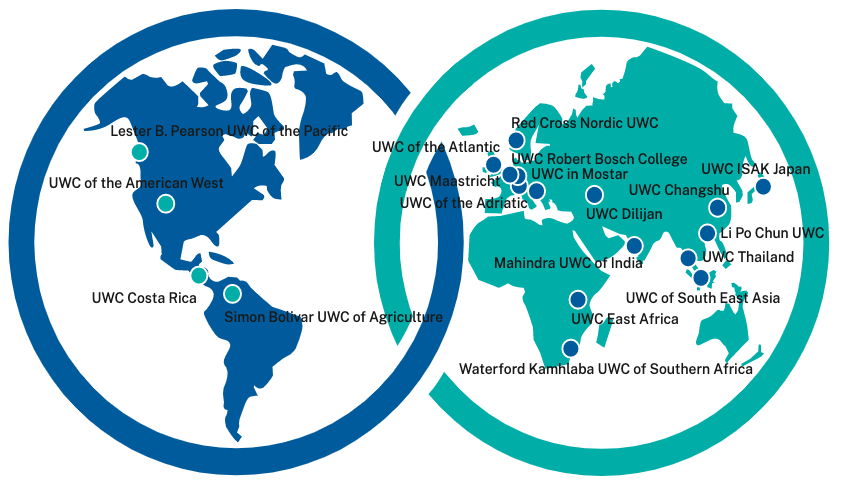
UWC školy

Následující školy jsou součástí hnutí UWC a u každé z nich je uvedený rok jejího založení.
- United World College of the Atlantic (Llantwit Major, Velká Británie) – 1962,
- United World College of South East Asia (Singapur) – 1971, plné členství v UWC od r. 1975, East Campus založen roku 2008
- Lester B. Pearson United World College of the Pacific (Victoria, Kanada) – 1974,[3]
- Waterford Kamhlaba United World College of Southern Africa (Mbabane, Swazijsko) – 1963, připojena k UWC v roce 1981,
- Armand Hammer United World College of the American West (Montezuma, Nové Mexiko, USA) – 1982,
- United World College of the Adriatic (Duino, Itálie) – 1982,
- Simón Bolívar United World College of Agriculture (Ciudad Bolivia, Venezuela) – 1986, připojena k UWC v roce 1987, od roku 2012 uzavřena,
- Li Po Chun United World College of Hong Kong (Wu Kai Sha, Hong Kong) – 1992,
- Red Cross Nordic United World College (Flekke, Norsko) – 1995,
- Mahindra United World College of India (Village Khubavali, Indie) – 1997,
- United World College Costa Rica (Santa Ana, Kostarika) – 2000, joined UWC in 2006,
- United World College in Mostar (Mostar, Bosnaa and Hercegovina), 2006,
- United World College Maastricht (Maastricht, Nizozemsko), 1984, joined UWC in 2009,

- Robert Bosch United World College (Freiburg, Německo), 2014,
- United World College Dilijan (Dilijan, Arménie), 2014.
- United World College Changsu China Archivováno 11. 3. 2020 na Wayback Machine. (Changsu, Čína), 2015
- United World College Thailand Archivováno 2. 3. 2018 na Wayback Machine. (Thanyapura, Tajsko), 2016
- United World College ISAK (the International School of Asia, Karuizawa) Japan (Karuizawa, Japan), 2017

## Studium na UWC
Vzdělání na UWC školách představuje komplexní proces, který studentům nabízí možnost objevit a rozvinout svůj potenciál, a to v rozsahu intelektuálním, morálním, estetickém, emočním, sociálním, duševním a fyzickém.
UWC mise leží ve středu studia a vychází z ní sedm zásad vzdělání na těchto školách:
- Vzdělání by se mělo uskutečnit v kulturně a sociálně rozmanitém prostředí.
- Vzdělání by mělo podněcovat mezikulturní porozumění a skutečný zájem o ostatní skrze sdílení životních zkušeností a společného žití.
- Zdravý životní styl je nedílnou součástí vyváženého rozvoje člověka.
- Vzájemná spolupráce v rámci komunity školy je považována za zásadní. K tomu je nutná aktivní účast všech členů školy.
- Studenti by měli být schopni se zapojit a pozitivně přispět k otázkám udržitelnosti, a to jak na instituční, tak na individuální úrovni.
- Studentům by měly být poskytnuty příležitosti k tomu, aby si vyzkoušeli sebedisciplínu, vlastní iniciativu a také co obnáší zodpovědnost. Měli by být vedeni k tomu, aby přijímali výzvy.
- To, že každý má jedinečný talent a schopnosti, by mělo být respektováno. Škola by měla umožnit studentovi tyto schopnosti dále rozvíjet.

Těchto sedm zásad vzdělání na UWC školách bylo inspirováno Kurtem Hahnem.

### International Baccalaureate (IB) Diploma
Pro většinu studentů studium na UWC škole znamená dokončení dvou let středoškolského studia, během něhož se připraví ke složení celosvětově uznávané mezinárodní maturity IB (International Baccalaureate).
IB klade důraz na kritické myšlení, zdokonalování vlastního tvůrčího psaní a mezioborové úvahy. Tento intenzivní program mimo jiné cílí na všeobecné vzdělání. Vyučované předměty jsou rozděleny do šesti skupin. Tyto skupiny jsou:
- Group 1: Jazyk A1 (mateřský jazyk či studium anglické literatury na úrovni rodilých mluvčí)
- Group 2: Druhý jazyk
- Group 3: Společenské vědy
- Group 4: Přírodní vědy
- Group 5: Matematika
- Group 6: Umění[3]

Studenti jsou povinni si zvolit minimálně jeden předmět z každé z prvních pěti skupin předmětů. Šestou skupinu je možné nahradit za jakýkoliv jiný předmět z ostatních skupin. Standardně student absolvuje šest předmětů, z nichž tři si zvolí na standardní a tři na vyšší úrovni. Rozdíl mezi úrovněmi spočívá v hodinové dotaci (předmětům na vyšší úrovni je věnováno více času). Nabídka vyučovaných předmětů se může na různých UWC školách lišit podle možností dané školy.
Cílem IB není vychovat jen akademicky zdatné studenty, ale mladé lidi se zájmem o prostředí a svět, ve kterém žijí. Tyto schopnosti studenti mají možnost předvést v dalších třech stěžejních komponentech programu IB:
- Extended Essay (EE)– rozsáhlá výzkumná maturitní práce (4000 slov[4]) na téma vztahující se k jednomu z IB předmětů
- Theory of Knowledge (ToK) neboli teorie vědění – tento kurz, jehož zakončením je rozsáhlá esej, zkoumá povahu znalostí a vybízí studenty ke kritickému myšlení
- Creativity, Action, Service (CAS) – v rámci CASu se studenti věnují kreativní činnosti, sportu a dobrovolnické činnosti, na kterou je obzvlášť na UWC školách kladen velký důraz

## UWC Česká republika National Committee
Česká national committee zahájila svou činnost v roce 1999. Jejím hlavním posláním sdružení je vybírat studenty pro školy UWC a šířit ideály tohoto hnutí. Výběrové řízení je vyhlášeno většinou v půlce října a skládá se z několika kol. Důraz je kladen především na osobnost a zvídavý přístup k životu, vyspělost a intelektuální kvality uchazečů. Česká národní komise vysílá na školu UWC přibližně 4-6 českých studentů ročně a zprostředkovává stipendia, která číástečně či plně hradí jejich studium na UWC.